# The Flying Horse Big Band
The Flying Horse Big Band (big band il cavallo volante) è una big band del curriculum di jazz dell'Università della Florida centrale.
Questa band ha il primato di essere uno dei pochi gruppi musicali universitari che ha già diverse registrazioni professionali, riuscendo ad essere inserito nella lista dei 50 migliori di JazzWeek. Fino a febbraio 2013 era conosciuto come "UCF Jazz Ensemble I".

## Labig band
La Flying Horse Big Band è diretta dal sassofonista, musicista jazz e insegnante americano Jeff Rupert. La band ha suonato in festival musicali e si è esibita in sale da concerto a livello regionale e nazionale. Nel 2005 la band ha presentato in anteprima una nuova composizione di Sam Rivers, che prevedeva l'esibizione dello stesso Rivers e dell'orchestra RIVBEA, in quell'occasione l'"UCF Jazz Ensemble I" ha tenuto la prima mondiale di un brano per una doppia big band .

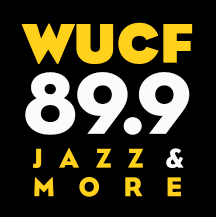
Stazione jazz universitaria

Il suo album di debutto, Jazz Town, ha raggiunto la posizione # 43 nella classifica JazzWeek nel 2011. E l'uscita del 2012 di The Blues is Alright è terminata al 35 ° posto nella classifica di marzo 2013 di JazzWeek.
La stazione universitaria, WUCF- FM, specializzata nella trasmissione di musica jazz, trasmette anche il palinsesto delle attività e dei concerti a cui partecipa la big band della University of Central Florida.
Nel 2013, l "UCF Jazz Ensemble I" è stato ribattezzato The Flying Horse Big Band, nome con il quale si distingue oggi nel mondo del jazz.

## UCF Orlando Jazz Festival

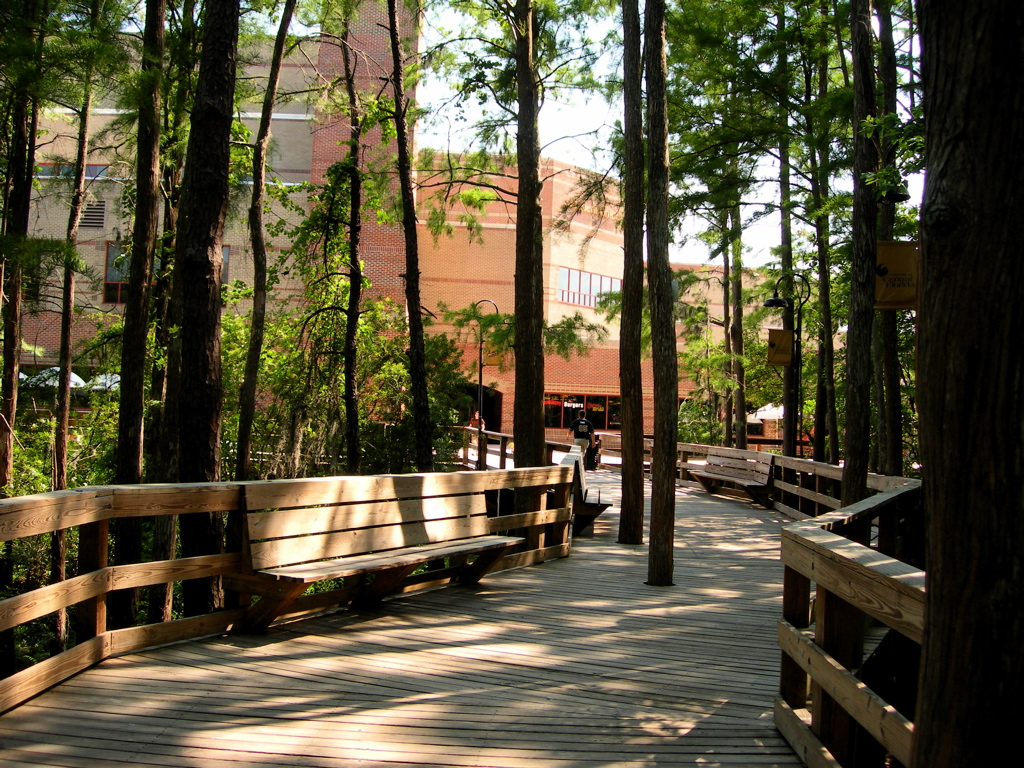
Sentiero dietro l'associazione studentesca de la University of Central Florida

L'Università della Florida centrale organizza ogni anno l'UFC Orlando Jazz Festival. Creato nel 2008, è un evento jazz annuale, organizzato nel campus universitario e volto a portare jazz di livello mondiale nella città di Orlando, in Florida.
Il festival è già apparso due volte su Jazz Set, un programma organizzato da Dee Dee Bridgewater che viene trasmesso sul sistema radio satellitare Sirius / XM Radio, ed è stato trasmesso anche dalla rete radiofonica pubblica statunitense NPR.
Il festival è una combinazione di esibizioni di artisti di alto livello, così come, ovviamente, The Flying Horse Big Band, così come UCtet All-Star High School Jazztet, un gruppo d'onore a livello nazionale, a cui partecipano i migliori studenti. musica jazz delle scuole superiori. Ci sono anche apparizioni sul palco di alcune delle migliori band delle scuole superiori dello stato della Florida, che si svolgono il secondo giorno del festival, quando viene eseguito come parte di una clinica, gestita dal Dipartimento di Musica dell'UCF.

## Discografia
- Jazz Town (Flying Horse) 2012
- The Blues Is Alright (Flying Horse) 2013
- Into the Mystic (Flying Horse) 2015
- Big Man on Campus (Flying Horse) 2017
- The Bat Swings (Flying Horse) 2018
- Buone notizie (Flying Horse) 2019